# Fusillade de St. Pius X High School
La fusillade de St. Pius X High School est une tuerie en milieu scolaire qui eut lieu le 27 octobre 1975 dans une école d'Ottawa au Canada. Robert Poulin, un élève de l'école St. Pius âgé de 18 ans, ouvrit le feu sur ses camarades, en blessant cinq avant de se suicider. Il avait violé et tué à coups de couteau sa petite amie Kim Rabot juste avant la tuerie. L'événement donna lieu à la rédaction d'un livre intitulé Rape of a Normal Mind.